# Desabrochar de Cem Flores
O Desabrochar de Cem Flores foi um período na história da República Popular da China (1956-1957) durante o qual o Partido Comunista incentivou a expressão das mais variadas escolas de pensamento (inclusive anticomunistas) para corrigir e melhorar o sistema.
A campanha visava inicialmente evitar que a China se tornasse refém de uma única escola de pensamento — o que era inaceitável pela tradição do país. Os primeiros passos do Desabrochar envolveram apenas burocratas locais e suas queixas em relação a problemas da burocracia central do Partido, mas em 1956 ela se tornou mais ampla, aberta a qualquer intelectual e crítico do governo.
O nome deriva do slogan chinês tradicional: "Que flores de todos os tipos desabrochem, que diversas escolas de pensamento se enfrentem!" Mao Zedong definiu o objetivo do Desabrochar de Cem Flores em 1956:
"É apenas através de discussão, crítica e raciocínio que nós podemos promover a correção das idéias, superando as ruins e realmente fixar nossos objetivos. (…) Nós não devemos temer essas coisas."
De início os intelectuais se mostraram céticos, apesar de todas as garantias de Mao para a liberdade de expressão, e surgiram pouquíssimas críticas ao sistema. Somente após alguns meses as críticas se avolumaram, e concentravam-se especialmente na baixa qualidade de vida da população, na corrupção, no banimento à literatura estrangeira, nas relações contra as mulheres, e na falta de diversas liberdades.
Com o tempo, porém, as críticas se tornam pesadas demais e foram identificadas pelo Partido como vindas de "direitistas burgueses", e decidiu-se por encerrar o Desabrochar de Cem Flores. Os intelectuais perderam muito crédito junto ao Grande Timoneiro, que iniciou uma campanha contra os imperialistas e restaurou o sistema ideológico que viria a ser conhecido como Maoísmo.
Para alguns críticos (especialmente ocidentais), a campanha do Desabrochar de Cem Flores foi uma estratégia do Partido Comunista Chinês para identificar elementos anti-revolucionários e expurgá-los antes que pudesse prejudicar a construção do comunismo. Mas ao que tudo indica o próprio Mao teria ficado insatisfeito e surpreso com a falta de apoio dos intelectuais ao comunismo, fato que agravaria sua desconfiança em relação a esse grupo e levaria, em parte, ao movimento conhecido como Revolução Cultural, na década seguinte.